# 津谷典子
津谷 典子（つや のりこ、1954年 - ）は、日本の人口学者。元慶應義塾大学経済研究所所長。元カリフォルニア工科大学客員教授。日本人口学会賞受賞。ブリヂストン会長兼CEOの津谷正明は夫。

## 人物・経歴
三重県出身。1977年南山大学外国語学部英米科卒業。1986年シカゴ大学大学院博士課程修了、Ph.D.。夫の津谷正明（ブリヂストン会長兼CEO）とはシカゴ大学留学中に知り合った。
東西センター人口研究所リサーチ・フェローを経て、1989年日本大学人口研究所助教授。1993年日本大学経済学部助教授。1998年慶應義塾大学経済学部教授。2001年カリフォルニア工科大学客員教授。2018年より日本人口学会会長。2019年総務省統計委員会委員。慶應義塾大学経済研究所所長を経て、2020年慶應義塾大学定年退職、慶應義塾大学大学共通（三田）教授（有期）。
"Prudence and Pressure: Reproduction and Human Agency in Europe and Asia, 1700-1900"で第13回（2012年）日本人口学会賞受賞。2014年同書で義塾賞受賞。元日本学術会議会員。国土交通省国土審議会委員。内閣府統計委員会委員。

## 著書
- 『なぜ日本人口は減少するのか : 平成14年将来人口推計の意味』慶應義塾経済学会 2003年
- 『長期的視点による人口変動とその構造的要因』慶應義塾大学 2004年
- 『人口減少時代の日本社会』（阿藤誠と共編著）原書房 2007年
- 『人口減少と日本経済 : 労働・年金・医療制度のゆくえ』（樋口美雄と共編）日本経済新聞出版社 2009年
- "Prudence and pressure : reproduction and human agency in Europe and Asia, 1700-1900"マサチューセッツ工科大学出版局 2010年
- 『少子化時代の家族変容 : パートナーシップと出生行動』（阿藤誠, 西岡八郎, 福田亘孝と共編） 東京大学出版会 2011年
- 『少子高齢時代の女性と家族 : パネルデータから分かる日本のジェンダーと親子関係の変容』（阿藤誠, 西岡八郎, 福田亘孝と共編著）慶應義塾大学出版会 2018年
- 『人口変動と家族の実証分析』（菅桂太, 四方理人, 吉田千鶴と共編著）慶應義塾大学出版会 2020年